# Бенедетто да Майано

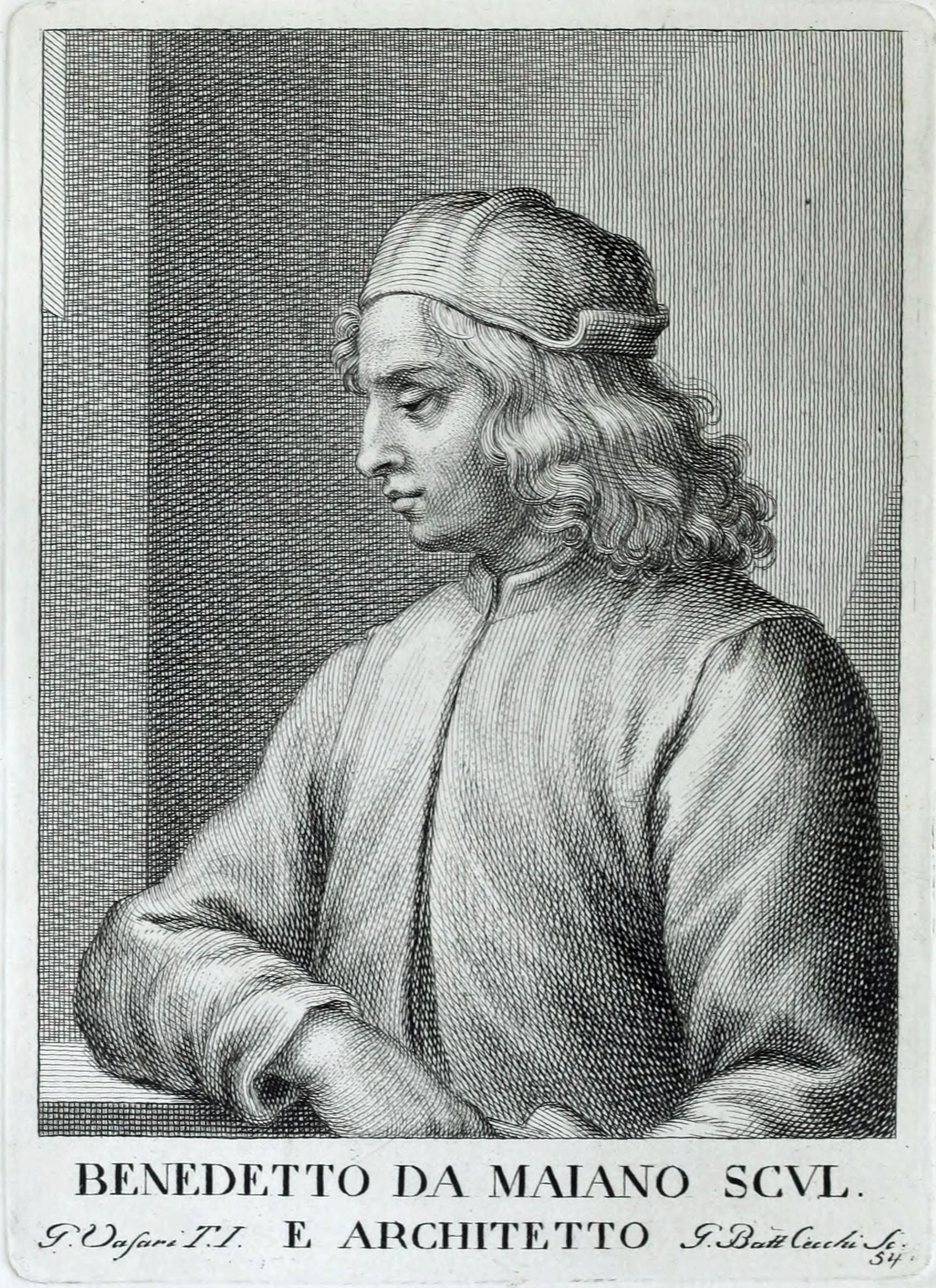
Портрет Бенедетто да Майано. 1769. Офорт Дж. Б. Чекки

Бенедетто ди Леонардо, прозванный Бенедетто да Майано (итал. Benedetto di Leonardo, detto Benedetto da Maiano; 1442, Майано — 24 мая 1497, Флоренция) — скульптор и архитектор периода кватроченто — раннего итальянского Возрождения флорентийской школы.

## Биография
Бенедетто, вероятно, родился в местечке Майано, части Фьезоле близ Флоренции, в 1442 году, в семье плотника и каменщика Леонардо д’Антонио, который поселился во Флоренции в 1465 году. Его брат Джулиано да Майано (1432 — 17 октября 1490) был резчиком по дереву, возглавлял семейную мастерскую, в которой выполняли алтарные обрамления, мебель с интарсиями, церковные скамьи, шкафы для сакристий и частных палаццо, в частности, для флорентийского собора Санта-Мария-дель-Фьоре и Палаццо Веккьо.
Бенедетто начинал в качестве резчика по дереву в мастерской Джулиано, выполнял рамы для зеркал, сундуки кассоне и многое другое. В мастерской работал их брат Джованни (1439-10 августа 1478). Скульптором был и второй сын Бенедетто и Лизабетты ди Доменико Массези, Джованни да Майано Младший (1487—1543).
В возрасте тридцати лет Бенедетто да Майано начал обучение у скульптора Антонио Росселлино. У него Бенедетто научился работать с мрамором и в итоге приобрёл большую известность, чем была у самого Росселлино, став одним из самых выдающихся скульпторов XV века. Поскольку ранее он изучал технику интарсии (мозаики по дереву) король Венгрии Матьяш I Корвин пригласил его ко двору. По легенде повреждение в пути одной ценной интарсии, которую он вёз своему царственному покровителю, заставило его обратиться к более прочному материалу: мрамору.
В 1466—1467 годах вместе с братом Джулиано работал в Капелле кардинала португальского в церкви Сан-Миниато-аль-Монте, однако выполненные ими ценные кресла с интарсиями не сохранились. К его ранним работам относится надгробие, посвящённое Сан-Савино для кафедрального собора Фаэнцы. Большинство скульптурных работ художника было связано с церковными заказами, но Майано также создавал портреты именитых флорентийцев, например, в 1474 году — бюст Пьетро Меллини (в музее Барджелло).
В 1475 году Бенедетто работал вместе с братом Джулиано в соборе Сан-Джиминьяно. Одной из самых его примечательных работ считается резной алтарь в Капелле Санта-Фина в церкви Санта-Мария-Ассунта в Сан-Джиминьяно.
В искусстве скульптуры Бенедетто считают последователем стиля Дезидерио да Сеттиньяно. Бенедетто известен и в качестве архитектора. Ему приписывают проект (или один из вариантов проекта) и надзор за строительством Палаццо Строцци во Флоренции. Его шедевром считается мраморная кафедра в базилике Санта-Кроче. На боковых панелях кафедры изображены сцены из жизни святого Франциска Ассизского. Кроме того, в 1480 году вместе с братом Джулиано он работал над скульптурами для маленького оратория Мадонны дель Оливо, расположенного неподалеку от Прато. Его же «Отрочество святого Иоанна» из музея Барджелло во Флоренции датируется 1481 годом.
В 1489 году Бенедетто да Майано работал в интерьерах Палаццо Строцци во Флоренции (его дело продолжил флорентийский скульптор и архитектор Симоне дель Поллайоло по прозванию Кронака). Предположительно Бенедетто отправился в Неаполь в 1490 году и там закончил работы, начатые Росселлино в церкви Санта-Анна-деи-Ломбарди. Он также выполнял многие скульптурные заказы в Неаполе, в том числе «Благовещение» для церкви Монте-Оливето. В качестве архитектора Бенедетто является автором надгробия Филиппо Строцци во флорентийской церкви Санта-Мария-Новелла и портика Санта-Мария-делле-Грацие в Ареццо.
Бенедетто Майано умер во Флоренции в возрасте пятидесяти пяти лет. Семья из Майано сумела за относительно небольшой срок создать влиятельную мастерскую, которая, как полагают исследователи, была связана общими интересами и заказами с мастерской семьи делла Роббиа. Во флорентийской художественной среде Бенедетто да Майано, несомненно, пользовался большим уважением; это также отмечал Вазари, который, цитируя его несколько раз, представлял его среди «лучших и первых архитекторов нашего искусства», участвовавших в «прекрасных речах и важных спорах». В последующее время «Бенедетто перестал казаться выдающейся личностью среди художников своего поколения, как, например Верроккьо или Антонио Поллайоло, тем не менее он представляет собой весьма замечательную фигуру, представляющую флорентийскую культуру тех крайних тридцати лет пятнадцатого века».

## Галерея

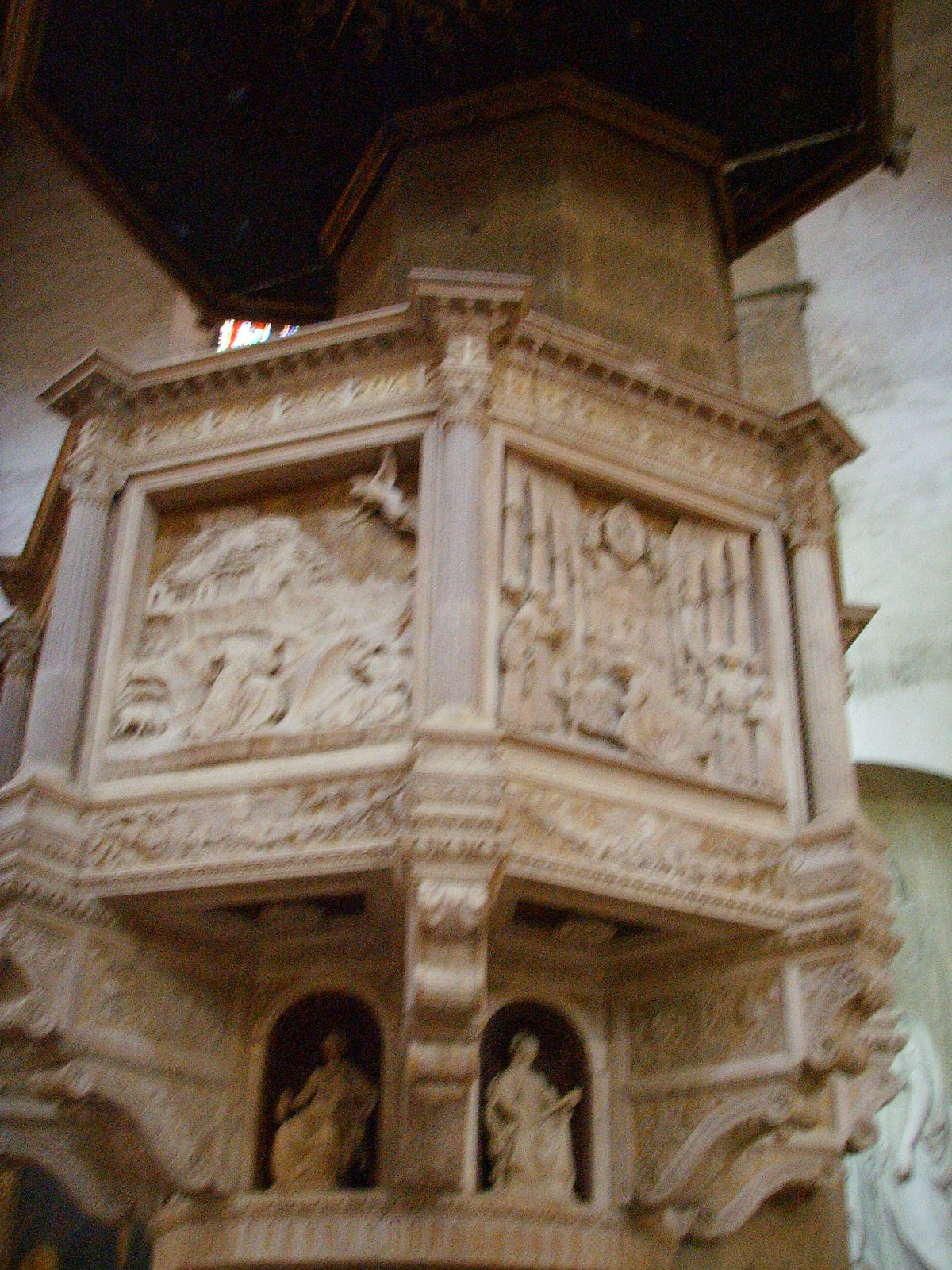
Кафедра базилики Санта-Кроче во Флоренции
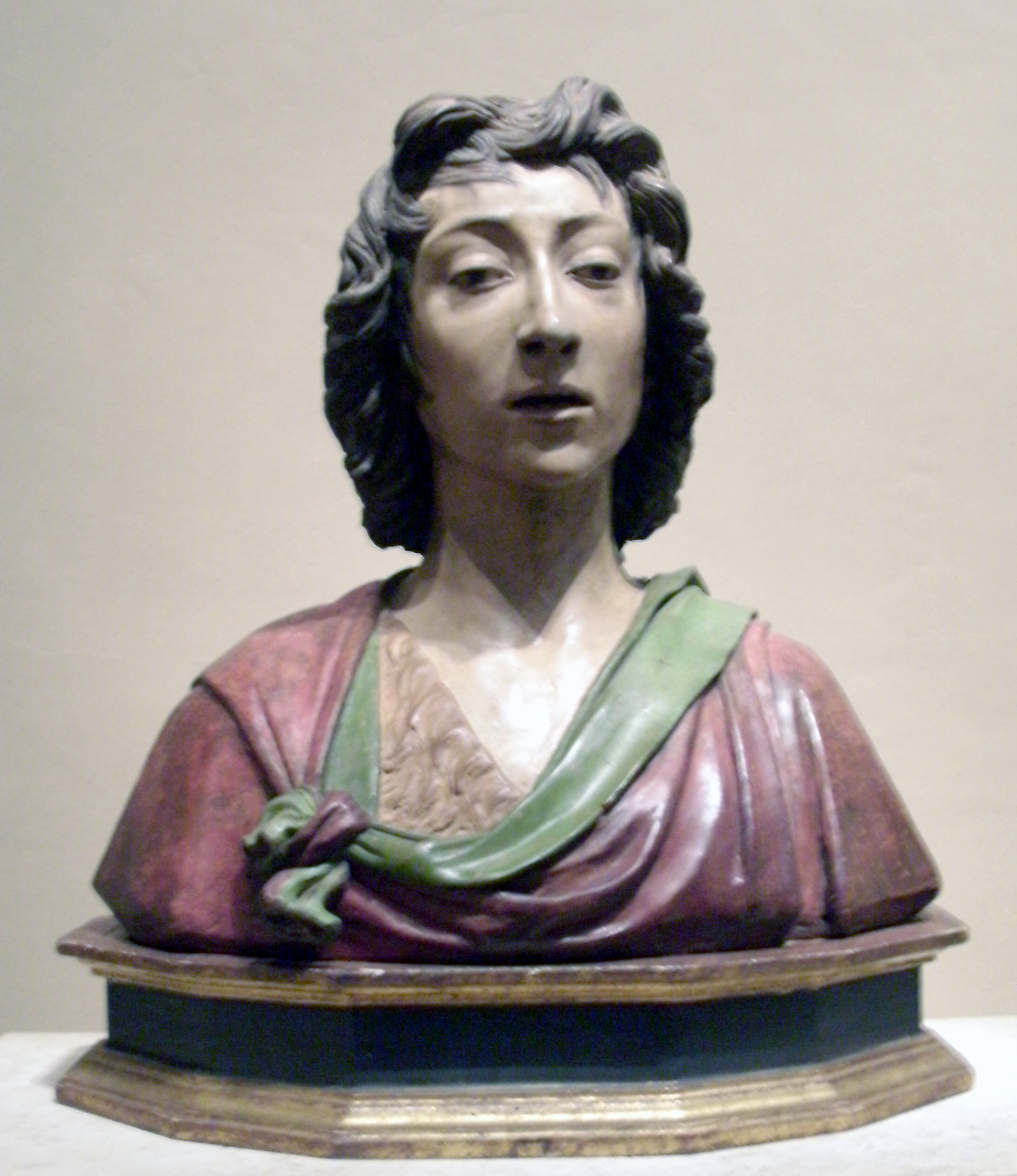
Святой Иоанн Креститель. Ок. 1480. Терракота, роспись Национальная галерея искусства, Вашингтон
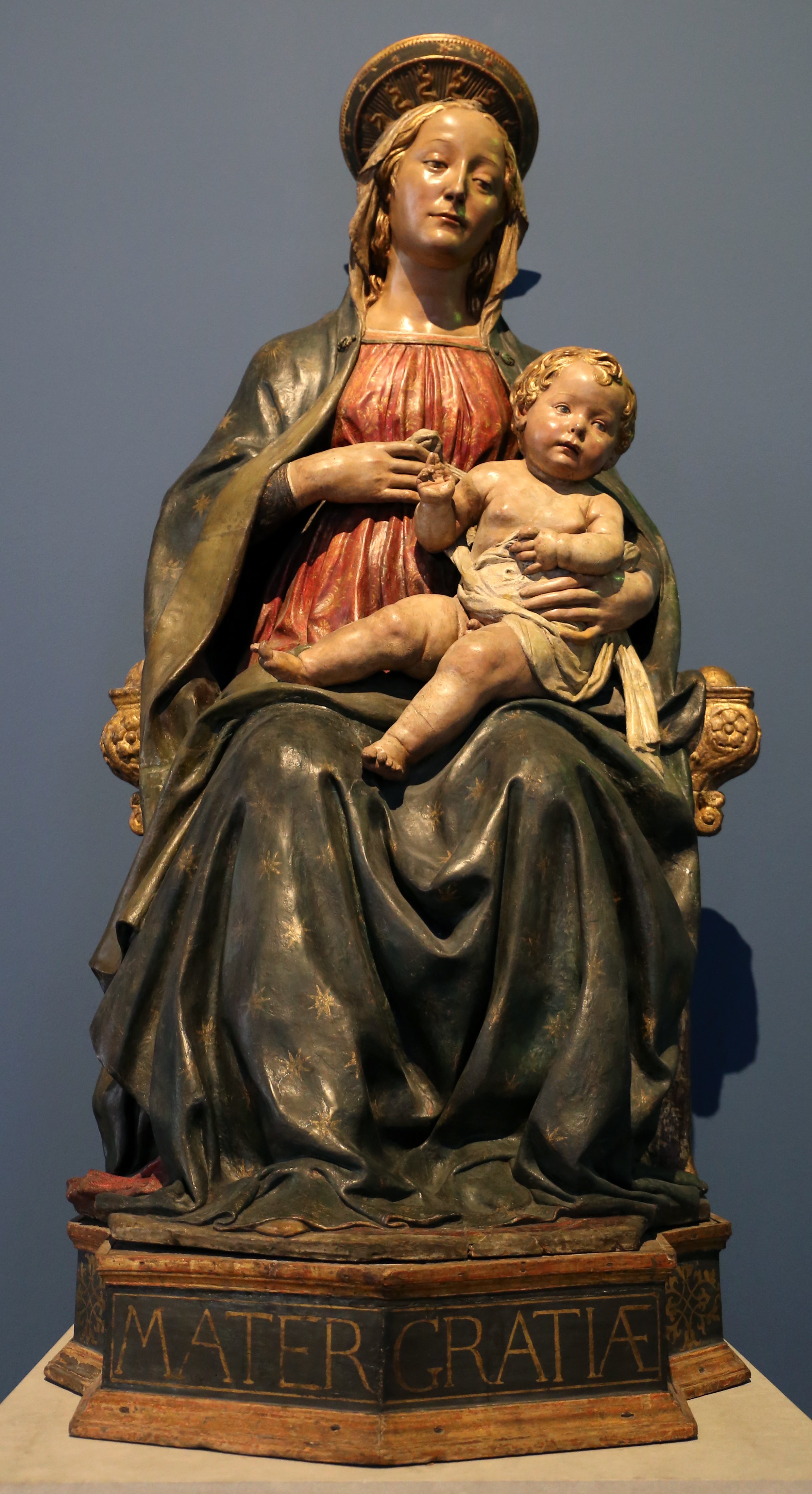
Мадонна с Младенцем. 1480. Дерево, роспись. Музей Боде, Берлин
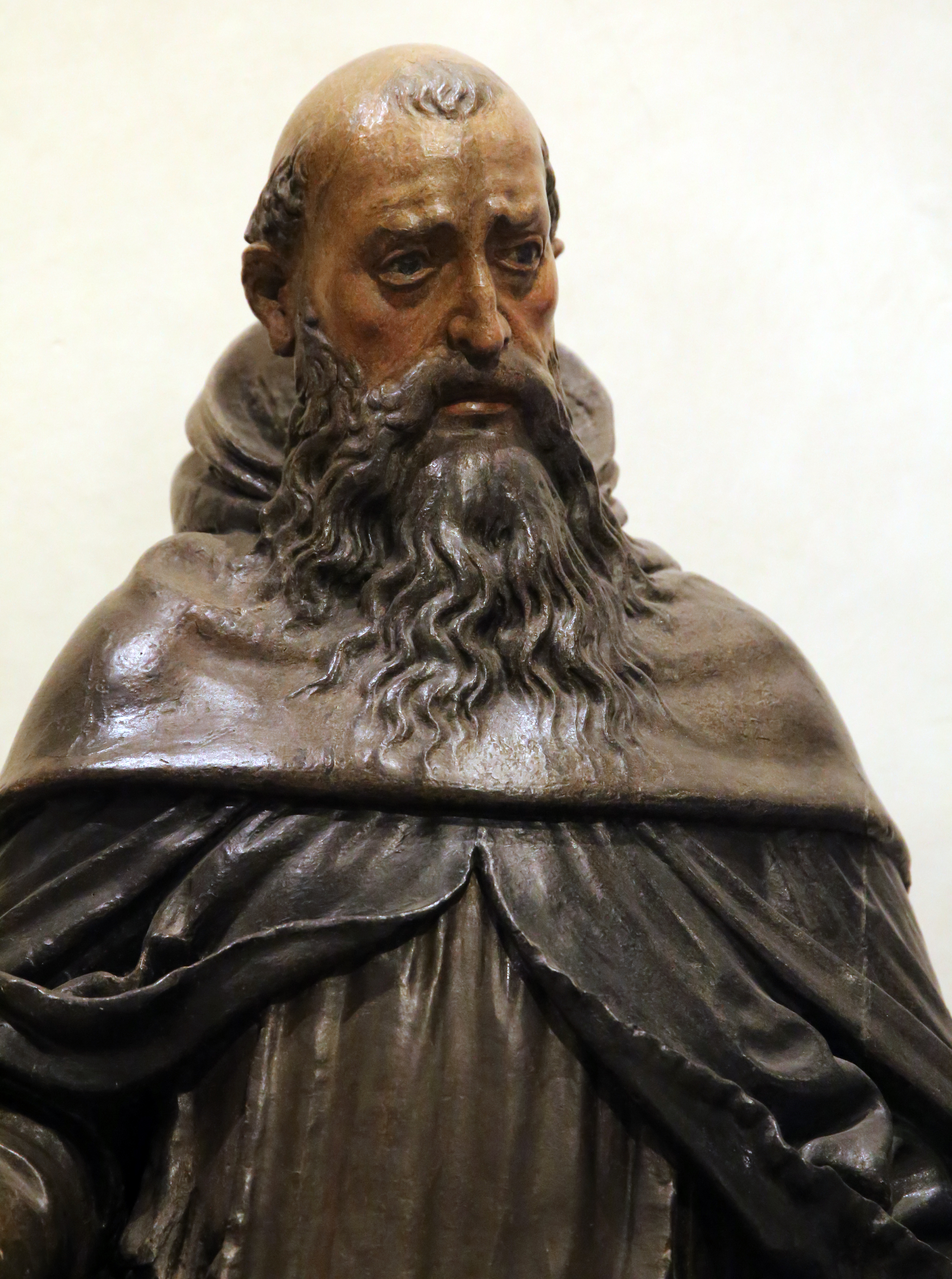
Аббат Сант-Антонио. Деталь. 1482-1483. Дерево, роспись. Национальный музей виллы Гуиниджи, Лукка
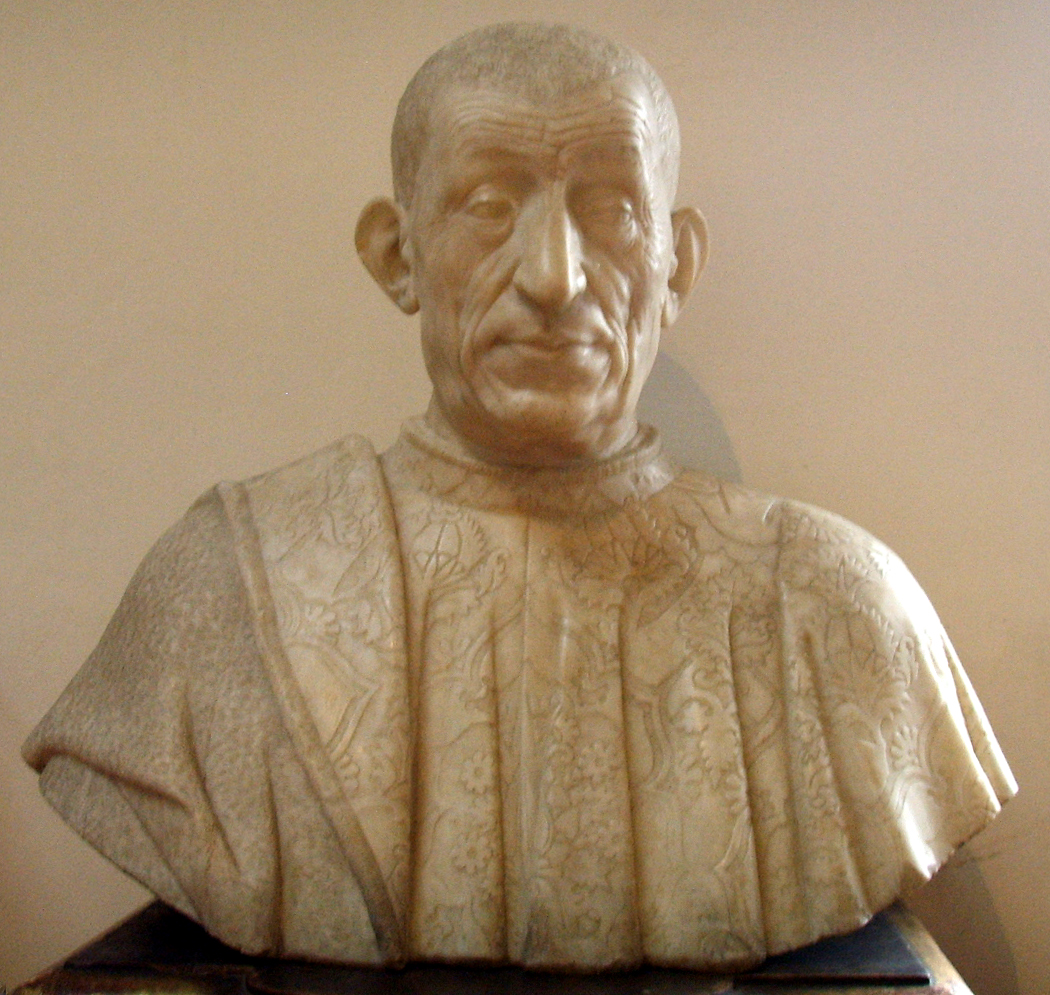
Портрет Пьетро Меллини. 1474. Мрамор. Барджелло, Флоренция
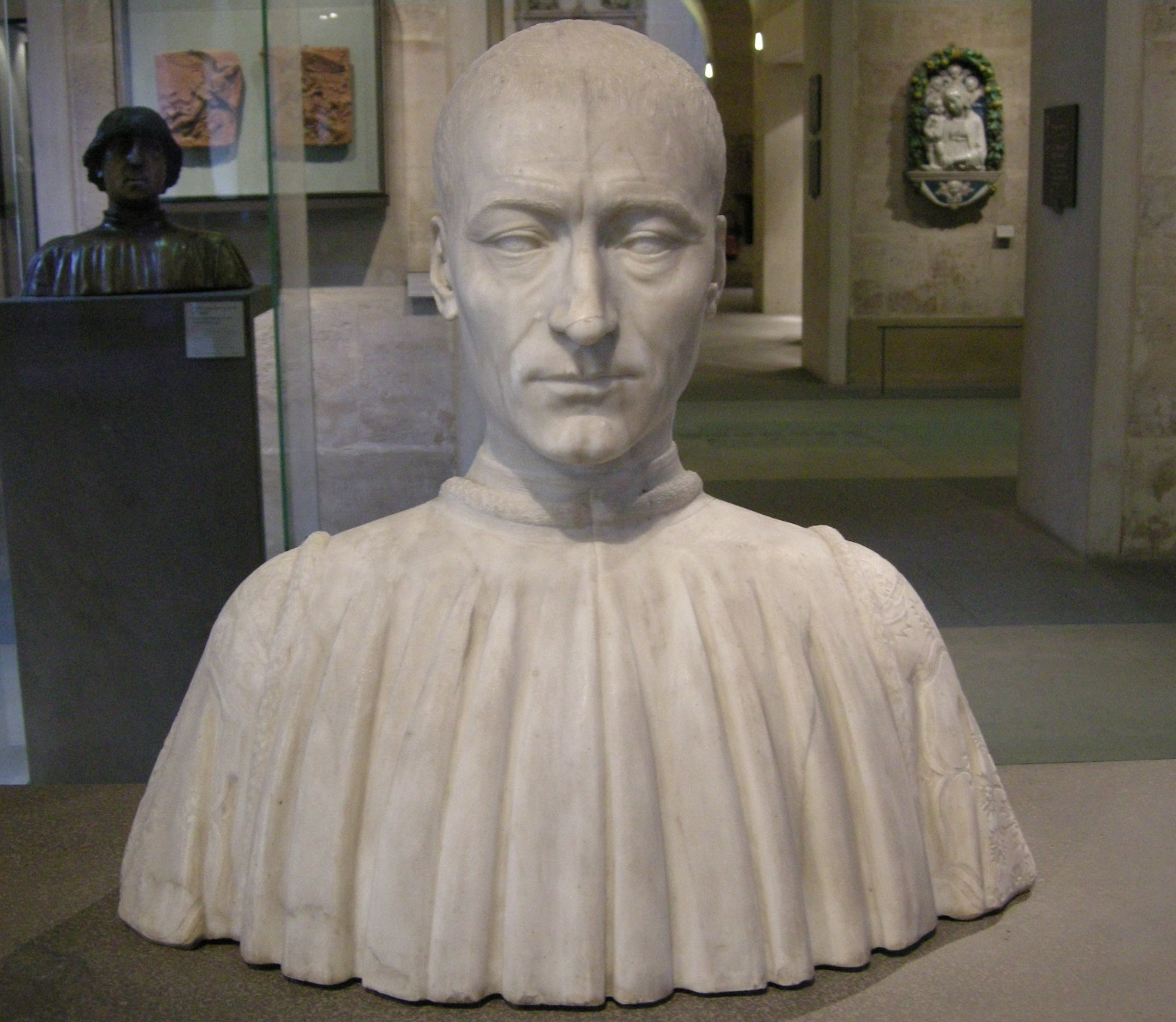
Портрет Филиппо Строцци. 1476. Мрамор. Лувр, Париж